# لوکاس گامبا
لوکاس گامبا (انگلیسی: Lucas Gamba؛ زادهٔ ۲۴ ژوئن ۱۹۸۷) بازیکن فوتبال اهل آرژانتین است.